# Dolichosybra apicalis
Dolichosybra apicalis là một loài bọ cánh cứng trong họ Cerambycidae.